# Discografia de Europe
A discografia de Europe, uma banda sueca de hard rock, consiste em 11 álbuns de estúdio, 35 singles, 8 álbuns ao vivo, 1 EP, 24 videoclipes e 11 álbuns de video. Esta lista não contém material solo ou projetos paralelos realizados pelos membros da banda.
A banda foi formada sob o nome Force pelo vocalista Joey Tempest e o guitarrista John Norum em Upplands Väsby em 1979. Após mudar o nome da banda para Europe e vencer um concurso nacional de talentos em 1982, a banda assinou contrato com a gravadora independente Hot Records e lançou seu primeiro álbum, Europe em 1983 e Wings of Tomorrow em 1984. Europe, assinou posteriormente com a Epic Records em 1985 e lançou seu terceiro álbum, The Final Countdown em 1986. A banda lançou mais dois álbuns, Out of This World em 1988 e Prisoners in Paradise em 1991, antes de entrar em hiato em 1992, e o retorno em 2004..

## Álbuns de estúdio
| 1983 | Europe - Lançamento: 14 de março de 1983 - Gravadora: Hot Records - Formatos: CD, LP                       | 8  | —  | —  | —  | —   | —  | —  | —  | —  | —  | —   | —       | 62 |                                                                                        |
| 1984 | Wings of Tomorrow - Lançamento: 24 de fevereiro de 1984 - Gravadora: Hot Records - Formatos: CD, LP        | 20 | —  | —  | —  | —   | —  | —  | —  | —  | —  | —   | —       | 24 |                                                                                        |
| 1986 | The Final Countdown - Lançamento: 26 de maio de 1986 - Gravadora: Epic Records - Formatos: CD, LP          | 1  | 3  | 5  | 6  | 10  | 6  | 2  | 3  | 4  | 1  | 9   | 8       | 26 | US: 3× Platina CAN: 3× Platina UK: 2x Ouro NLD: Ouro GER: Ouro FRA: 1× Platina 2x Ouro |
| 1988 | Out of This World - Lançamento: 9 de agosto de 1988 - Gravadora: Epic Records - Formatos: CD, LP           | 1  | 28 | 16 | 30 | 19  | 10 | 8  | 7  | 1  | 3  | 12  | 19      | 4  | US: Platina CAN: Ouro SWE: Platina FRA: Ouro                                           |
| 1991 | Prisoners in Paradise - Lançamento: 23 de setembro de 1991 - Gravadora: Epic Records - Formatos: CD, LP    | 9  | —  | 32 | —  | —   | 38 | 22 | 60 | 18 | 17 | 61  | —       | 12 | SWE: Platina                                                                           |
| 2004 | Start from the Dark - Lançamento: 22 de setembro de 2004 - Gravadora: Sanctuary Records - Formatos: CD     | 2  | —  | —  | —  | 114 | —  | 65 | 86 | —  | 91 | —   | —       | 38 | 600.000 worldwide                                                                      |
| 2006 | Secret Society - Lançamento: 25 de outubro de 2006 - Gravadora: Sanctuary Records - Formatos: CD           | 4  | —  | —  | —  | 195 | —  | 41 | —  | —  | 93 | —   | —       | 76 |                                                                                        |
| 2009 | Last Look at Eden - Lançamentos: 9 de setembro de 2009 - Gravadora: Universal, earMUSIC - Formatos: CD, LP | 1  | —  | —  | —  | 86  | 31 | 37 | —  | —  | 29 | 125 | —       | 66 | SWE: Ouro                                                                              |
| 2012 | Bag of Bones - Lançamento: 18 de abril de 2012 - Gravadora: Gain, earMUSIC - Formatos: CD, LP              | 2  | —  | 30 | —  | 70  | 26 | 52 | 44 | 21 | 18 | 56  | —       | 58 | SWE: Ouro                                                                              |
| 2015 | War of Kings - Lançamento: 2 de março de 2015 - Gravadora: UDR Records, JVC - Formatos: CD, LP             | 2  | —  | 27 | —  | 69  | 23 | 41 | 35 | 38 | 6  | 50  | 44* 18* | 67 | *Billboard Independent albuns *Billboard Hard Rock Albuns                              |
| 2017 | Walk the Earth - Lançamento: 20 de outubro de 2017 - Gravadora: Hell & Back, JVC - Formatos: CD, LP        | 2  | —  | 28 | —  | 62  | 40 | 43 | —  | 38 | 20 | 69  | —       | —  |                                                                                        |
| " — " denota lançamentos que não entraram nas paradas. Se for usado "-" significa não foi lançado naquele país ou a informação das paradas não está disponível. | |    |    |    |    |     |    |    |    |    |    |     |         |    |                                                                                        |

## Álbuns ao vivo
| 1986                                                 | The Final Countdown Tour 1986 - Lançamento: 16 de dezembro de 2004 - Gravadora: JVC Victor - Formatos: CD                                             | —  | —   |
| 1986 - 1992                                          | Extended Versions - Lamçamento: 27 de março de 2007 - Gravadora: BMG Special Products - Formatos: CD                                                  | —  | —   |
| 2008                                                 | Almost Unplugged - Lançamento: 17 de setembro de 2008 - Gravadora: Hell&Back - Formatos: CD, LP                                                       | 23 | —   |
| 2011                                                 | Live! At Shepherd’s Bush, London - Lançamento: 15 de junho de 2011 - Gravadora: Hell&Back - Formatos: CD, CD/DVD, Download Digital                    | —  | —   |
| 2011                                                 | Live Look at Eden - Lançamento: 8 de agosto de 2011 - Gravadora: Hell&Back - Formatos: CD+DVD                                                         | —  | —   |
| 2013                                                 | Live at Sweden Rock – 30th Anniversary Show - Lançamento: 16 de outubro de 2013 - Gravadora: Gain/Sony Music - Formatos: CD, CD/DVD, Digital Download | 18 | 173 |
| " — " denota lançamentos que não entraram na parada. | |    |     |

## Álbuns de compilação
| 1993                                                 | 1982–1992 - Lançamento: 19 de março de 1993 - Gravadora: Epic Records - Formatos: CD, CS, LP                                   | 47 | —  | —  | — | 82 | 18 | — | SWE: Ouro SNEP France: Ouro IFPI CH: Ouro |
| 1998                                                 | Super Hits - Lançamento: 1998 - Gravadora: Epic Music - Formatos: CD, CS, LP                                                   | —  | —  | —  | — | —  | —  | — |                                           |
| 1999                                                 | 1982–2000 - Lançamento: Dezembro de 1999 - Gravadora: Sony Music - Formatos: CD, CS, LP                                        | —  | —  | 75 | — | —  | —  | — |                                           |
| 2004                                                 | Rock the Night: The Very Best of Europe - Lançamento: 3 de março de 2004 - Gravadora: Sony Music - Formatos: CD, LP            | 2  | 11 | —  | 5 | —  | —  | 3 | SWE: Ouro                                 |
| 2009                                                 | The Final Countdown: The Best of Europe - Lançamento: 1 de junho de 2009 - Gravadora: Sony Music, Camden Deluxe - Formatos: CD | —  | —  | —  | — | —  | —  | — |                                           |
| " — " denota lançamentos que não entraram na parada. | |    |    |    |   |    |    |   |                                           |

## Extended plays (EP)
| Ano  | Título                                                                            |
| ---- | --------------------------------------------------------------------------------- |
| 1985 | On the Loose - Lançamento: Abril de 1985 - Gravadora: Epic Records - Formatos: LP |

## Singles
| Ano | Música                           | Parada musical | Parada musical | Parada musical | Parada musical | Parada musical | Parada musical | Parada musical | Parada musical | Parada musical | Parada musical | Parada musical | Parada musical | Parada musical | Álbum                 |
| Ano | Música                           | SWE            | AUS            | AUT            | CAN            | FRA            | GER            | IRL            | ITA            | NOR            | SWI            | UK             | US             | US Main        | Álbum                 |
| --- | -------------------------------- | -------------- | -------------- | -------------- | -------------- | -------------- | -------------- | -------------- | -------------- | -------------- | -------------- | -------------- | -------------- | -------------- | --------------------- |
| 1983 | "Seven Doors Hotel"              | —              | —              | —              | —              | —              | —              | —              | —              | —              | —              | —              | —              | —              | Europe                |
| 1983 | "Lyin' Eyes"                     | —              | —              | —              | —              | —              | —              | —              | —              | —              | —              | —              | —              | —              | Wings of Tomorrow     |
| 1984 | "Dreamer"                        | —              | —              | —              | —              | —              | —              | —              | —              | —              | —              | —              | —              | —              | Wings of Tomorrow     |
| 1984 | "Stormwind"                      | —              | —              | —              | —              | —              | —              | —              | —              | —              | —              | —              | —              | —              | Wings of Tomorrow     |
| 1984 | "Open Your Heart"                | 2              | —              | —              | —              | —              | —              | —              | —              | —              | —              | —              | —              | —              | Wings of Tomorrow     |
| 1985 | "Rock the Night"                 | 4              | —              | —              | —              | —              | —              | —              | —              | —              | —              | —              | —              | —              | On the Loose          |
| 1986 | "The Final Countdown"            | 1              | 2              | 1              | 5              | 1              | 1              | 1              | 1              | 4              | 1              | 1              | 8              | 18             | The Final Countdown   |
| 1986 | "Love Chaser"                    | —              | —              | —              | —              | —              | —              | —              | —              | —              | —              | —              | —              | —              | The Final Countdown   |
| 1986 | "Rock the Night"                 | —              | 22             | 11             | 64             | 7              | 6              | 9              | 4              | —              | 6              | 12             | 30             | 22             | The Final Countdown   |
| 1987 | "Carrie"                         | —              | —              | 15             | 9              | 11             | 22             | 10             | 11             | —              | 10             | 22             | 3              | 35             | The Final Countdown   |
| 1987 | "Cherokee"                       | —              | —              | —              | —              | —              | —              | —              | —              | —              | —              | —              | 72             | —              | The Final Countdown   |
| 1988 | "Superstitious"                  | 1              | 45             | —              | 35             | 33             | 21             | 24             | 10             | 1              | 9              | 34             | 31             | 9              | Out of This World     |
| 1988 | "Open Your Heart"                | —              | —              | —              | —              | 67             | —              | —              | —              | —              | —              | 86             | —              | —              | Out of This World     |
| 1989 | "Let the Good Times Rock"        | —              | —              | —              | —              | —              | —              | —              | —              | —              | —              | 85             | —              | —              | Out of This World     |
| 1989 | "More Than Meets the Eye"        | —              | —              | —              | —              | —              | —              | —              | —              | —              | —              | —              | —              | —              | Out of This World     |
| 1989 | "Sign of the Times"              | —              | —              | —              | —              | —              | —              | —              | —              | —              | —              | —              | —              | —              | Out of This World     |
| 1989 | "Tomorrow"                       | —              | —              | —              | —              | —              | —              | —              | —              | —              | —              | —              | —              | —              | Out of This World     |
| 1991 | "Prisoners in Paradise"          | 8              | —              | —              | —              | —              | —              | —              | —              | —              | —              | —              | —              | —              | Prisoners in Paradise |
| 1991 | "I'll Cry for You"               | —              | —              | —              | —              | —              | —              | —              | —              | —              | —              | 28             | —              | —              | Prisoners in Paradise |
| 1992 | "Halfway to Heaven"              | —              | —              | —              | —              | —              | —              | —              | —              | —              | —              | 42             | —              | —              | Prisoners in Paradise |
| 1993 | "Sweet Love Child"               | —              | —              | —              | —              | —              | —              | —              | —              | —              | —              | —              | —              | —              | 1982-1992             |
| 1999 | "The Final Countdown 2000"       | 6              | 33             | —              | —              | —              | 35             | 49             | —              | 12             | 33             | 36             | —              | —              | 1982-2000             |
| 2004 | "Got to Have Faith"              | 21             | —              | —              | —              | —              | —              | —              | —              | —              | —              | —              | —              | —              | Start from the Dark   |
| 2004 | "Hero"                           | —              | —              | —              | —              | —              | —              | —              | —              | —              | —              | —              | —              | —              | Start from the Dark   |
| 2006 | "Always the Pretenders"          | 2              | —              | —              | —              | —              | —              | —              | —              | —              | —              | —              | —              | —              | Secret Society        |
| 2009 | "Last Look at Eden"              | 50             | —              | —              | —              | —              | —              | —              | —              | —              | —              | —              | —              | —              | Last Look at Eden     |
| 2009 | "New Love in Town"               | 15             | —              | —              | —              | —              | —              | —              | —              | —              | —              | —              | —              | —              | Last Look at Eden     |
| 2012 | "Not Supposed to Sing the Blues" | —              | —              | —              | —              | —              | —              | —              | —              | —              | —              | —              | —              | —              | Bag of Bones          |
| 2012 | "Firebox"                        | —              | —              | —              | —              | —              | —              | —              | —              | —              | —              | —              | —              | —              | Bag of Bones          |
| 2013 | "Bring It All Home"              | —              | —              | —              | —              | —              | —              | —              | —              | —              | —              | —              | —              | —              | Bag of Bones          |
| 2015 | "War of Kings"                   | —              | —              | —              | —              | —              | —              | —              | —              | —              | —              | —              | —              | —              | War of Kings          |
| 2015 | "Days of Rock 'n' Roll"          | —              | —              | —              | —              | —              | —              | —              | —              | —              | —              | —              | —              | —              | War of Kings          |
| 2017 | "Walk the Earth"                 | —              | —              | —              | —              | —              | —              | —              | —              | —              | —              | —              | —              | —              | Walk the Earth        |
| 2023 | "Hold Your Head Up"              | —              | —              | —              | —              | —              | —              | —              | —              | —              | —              | —              | —              | —              | —                     |
| " — " denota lançamentos que não entraram nas paradas. Se for usado "-" significa não foi lançado naquele país ou a informação das paradas não está disponível. |                                  |                |                |                |                |                |                |                |                |                |                |                |                |                |                       |

## Álbuns de vídeo
| Ano  | Título |
| ---- | --- |
| 1986 | The Final Countdown Tour 1986 - Lançamento: 1986 22 de setembro de 2004 - Gravadora: Victor Entertainment - Formatos: VHS, DVD                                      |
| 1987 | The Final Countdown - Lançamento: 1987 - Gravadora: CBS/Fox Video - Formatos: VHS                                                                                   |
| 1987 | The Final Countdown World Tour - Lançamento: 1987 - Gravadora: CMV Enterprises - Formatos: VHS, Laserdisc                                                           |
| 1987 | Europe in America - Lançamento: 1987 - Gravadora: PolyGram - Formatos: VHS, Laserdisc                                                                               |
| 2004 | Rock the Night: Collectors Edition - Lançamento: 3 de março de 2004 - Gravadora: Sony Music - Formatos: DVD                                                         |
| 2005 | Live from the Dark - Lançamento: 18 de novembro de 2005 - Gravadora: Warner Bros. Entertainment - Formatos: DVD                                                     |
| 2006 | The Final Countdown Tour 1986: Live in Sweden - 20th Anniversary Edition - Lançamento: 4 de outubro de 2006 - Gravadora: Warner Bros. Entertainment - Formatos: DVD |
| 2009 | Almost Unplugged - Lançamento: 19 de augosto de 2009 - Gravadora: Warner Home Video - Formatos: DVD                                                                 |
| 2011 | Live! At Shepherd’s Bush, London - Lançamento: 15 de junho de 2011 - Gravadora: Nordisk Film - Formatos: DVD, Blu-ray                                               |
| 2013 | Live at Sweden Rock – 30th Anniversary Show - Lançamento: 16 de outubro de 2013 - Gravadora: Gain, Edel, JVC - Formatos: DVD, Blu-ray                               |

## Vídeos musicais
| Ano  | Título                           | Diretor(es)              |
| ---- | -------------------------------- | ------------------------ |
| 1983 | "In the Future to Come"          |                          |
| 1986 | "The Final Countdown"            | Nick Morris              |
| 1986 | "Rock the Night"                 | Nick Morris              |
| 1986 | "Carrie"                         | Nick Morris              |
| 1987 | "Cherokee"                       | Nick Morris              |
| 1988 | "Superstitious"                  | Nick Morris              |
| 1988 | "Open Your Heart"                | Jean Pellerin Doug Freel |
| 1988 | "Let the Good Times Rock"        | Nick Morris              |
| 1991 | "Prisoners in Paradise"          | Nick Morris              |
| 1991 | "I'll Cry for You"               | Phil Tuckett             |
| 1992 | "Halfway to Heaven"              |                          |
| 1999 | "The Final Countdown 2000"       |                          |
| 2004 | "Got to Have Faith"              | Micadelica               |
| 2004 | "Hero"                           | Ligistfilm               |
| 2006 | "Always the Pretenders"          | Micadelica               |
| 2009 | "Last Look at Eden"              | Patric Ullaeus           |
| 2009 | "New Love in Town"               | Patric Ullaeus           |
| 2012 | "Not Supposed to Sing the Blues" | Patric Ullaeus           |
| 2012 | "Firebox"                        | Patric Ullaeus           |
| 2015 | "War of Kings"                   | Patric Ullaeus           |
| 2015 | "Days of Rock 'n' Roll"          | Patric Ullaeus           |
| 2017 | "Walk the Earth"                 | Patric Ullaeus           |
| 2018 | "The Siege"                      | Patric Ullaeus           |
| 2019 | "Turn to Dust"                   | Craig Hooper             |
| 2023 | "Hold Your Head Up"              | Adam Parsons             |